# Милфорд (Масачусетс)
Милфорд (енгл. Milford) насељено је место без административног статуса у америчкој савезној држави Масачусетс.

## Демографија
По попису из 2010. године број становника је 25.055, што је 825 (3,4%) становника више него 2000. године.
| Група             | 2000.          | 2010.          |
| Белци             | 21.804 (90,0%) | 20.390 (81,4%) |
| Афроамериканци    | 344 (1,4%)     | 584 (2,3%)     |
| Азијати           | 440 (1,8%)     | 584 (2,3%)     |
| Хиспаноамериканци | 1.129 (4,7%)   | 2.249 (9,0%)   |
| Укупно            | 24.230         | 25.055         |